# Christine de Pisan
  Christine de Pisan  (francès: Christine de Pizan)  (Venècia, 11 de setembre de 1364 - Poissy, 1431) fou una poetesa i filòsofa que es va convertir en la primera escriptora professional a França. Els seus tractats filosòfics protofeministes inicien la querella de les dones/Querelle des femmes. La seva dedicació al món de l'escriptura i la literatura va ser completa i ens llegà un important repertori d'obres que il·lustren molt bé la societat i el pensament de la seva època.

## Biografia
Nascuda el 1364 a Venècia, Cristina di Tomasso da Pizzano va viure en la baixa edat mitjana i amb tan sols quatre anys es va traslladar amb la seva família a la cort de París, ja que el rei Carles V de França havia contractat son pare perquè treballés al seu servei com a astròleg, metge i assessor polític.
Tommaso da Pizzano, el seu pare, va ser professor d'astrologia de la Universitat de Bolonya des de l'any 1342 fins al 1357, any en què es va traslladar a Venècia. Tommaso va ser un gran savi immers en el moviment cultural de l'època que floria a Itàlia, l'Humanisme, i va proporcionar a la seva filla una educació intel·lectual molt rica i diversa: va tenir accés a la Biblioteca Reial, va conèixer la vida de la cort parisenca i va estar influenciada pel vessant humanista. Cristina va tenir dos germans: Aghinolfo i Paolo.
Als quinze anys, al 1379, es va casar amb el notari del rei Carles V, Étienne du Castel, amb el qual va mantenir un matrimoni feliç.
El 1386 va morir son pare i tres anys més tard, quan Cristina tenia vint-i-cinc anys i era mare ja de tres fills, moria el seu marit, probablement de la pesta. Pisan, vídua, es va quedar a càrrec de tota la família: els seus fills, la seva mare i una neboda, i va haver de suportar una àrdua situació econòmica.
Per manca de recursos econòmics, començà a escriure i gràcies a aquesta activitat va poder tirar la família endavant, ja que l'herència del seu espòs li va ser negada i va haver de lluitar durament durant molts anys per obtenir-la.
Del seus fills se sap que el petit va morir durant els primers anys de vida, la seva filla es va retirar del món abans que acabés el segle XIV, entrant en el convent dominic de Saint-Louis de Poissy, i el seu fill gran, Jean Castel, va ser acollit per John Montague, comte de Salisbury, que se'l va emportar a Anglaterra als 12 anys per educar-lo al costat del seu fill.
El 1418, es va traslladar al monestir dominic de Poissy, situat a prop de la capital, on residia la seva única filla i on encara escriuria el 13 de juliol de 1429 un manifest de la seva esperança en la figura de Dauphin, que va alliberar Orléans. Allí va romandre els últims anys de la seva vida fins a la seva mort el 1430.

## El feminisme de Pisan
Pisan esdevingué a principis del s. XV una feminista que defensava les dones d'una manera intel·ligent i cultivada i que criticava la postura de Jean de Meung, segons la qual la dona era considerada inferior a l'home; iniciant així la discussió a l'entorn del Roman de la Rose.
Christine de Pisan va ser una de les veus més significatives de la intel·lectualitat europea de l'edat mitjana, una professional de les lletres que va lluitar ferma i convençuda contra la imatge degenerada i deformada de la dona que transmetien intel·lectuals, laics i clergues de l'època en la literatura. Segura tant de si mateixa, com del seu coneixement i vocació d'escriptora, això li va permetre defensar-se, a ella i a la resta de les dones, criticant la manca d'educació del gènere femení i la realitat distorsionada que transmetien aquests doctes homes sobre elles.

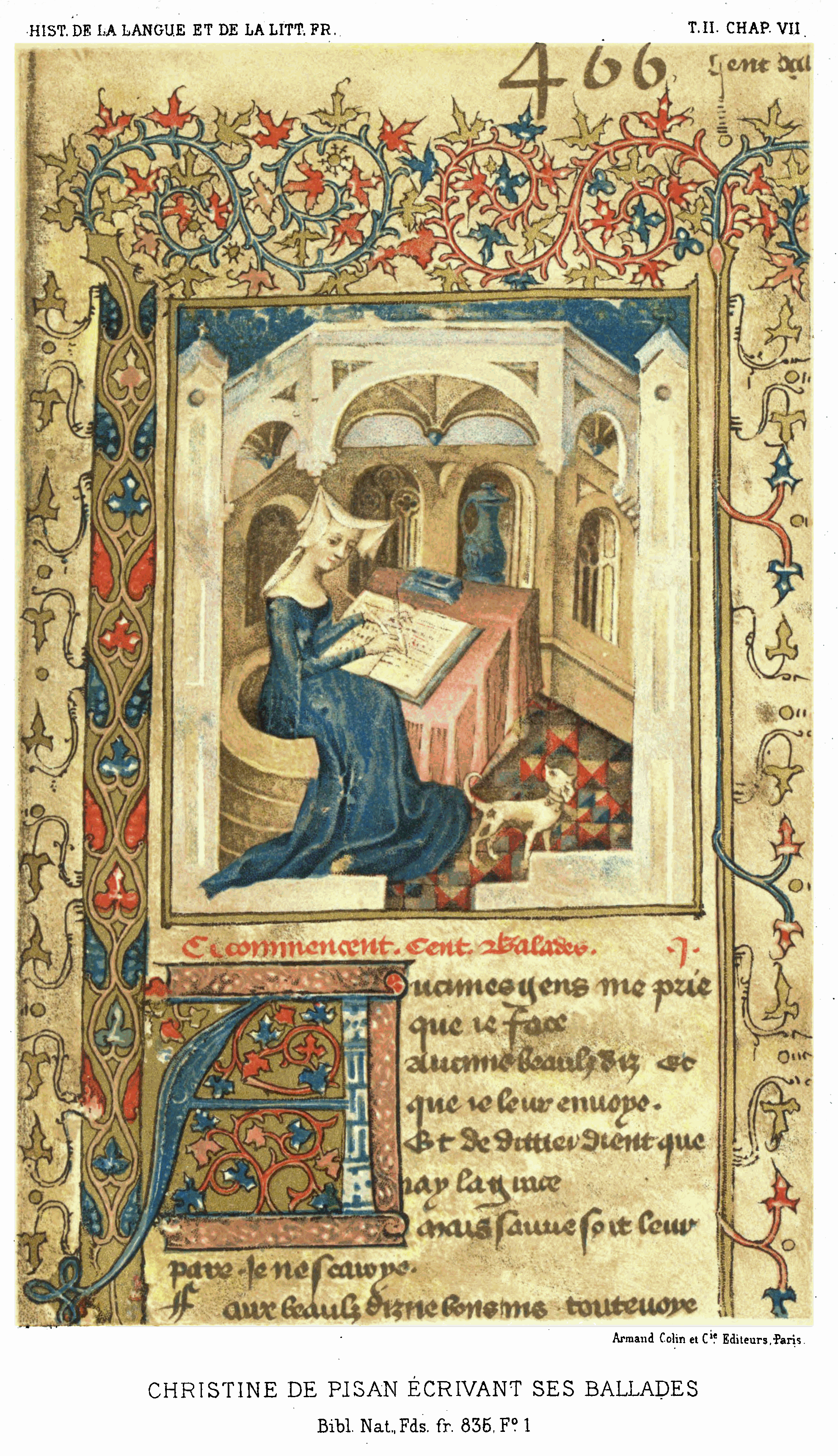
Christine de Pisan escrivint les seves balades

## Producció literària
Pisan va ser una escriptora molt prolífica. Va ser a partir de 1390 quan va començar a escriure i el 1399 va publicar la seva primera obra, on recopilava tota la seva poesia: Cent balades. El principi de la seva producció, després de la mort recent del seu marit, va fer que estigués marcat per una sèrie de Balades de lamentació i d'amor.
No obstant això, a mesura que la seva vocació d'escriptora va afermant-se, va anar treballant diversos gèneres literaris com la lírica, l'al·legoria, l'epístola i l'autobiografia, en els quals abordava la biografia política, l'amor cortès, els manuals de conducta, la mitologia, la política, la justícia militar, la història, els valors morals, l'estratègia militar o el dret, i va deixant a la vegada en llegat un ric repertori d'obres.
Gràcies a la seva vida prèvia a la cort i als seus contactes, va rebre el suport de la monarquia. La reina Elisabet de Baviera li va encarregar l'obra El llibre dels fets i bones vides del savi rei Carles V (Le Livre des Faits et Bonne Moeurs du sage roi Charles V, 1404), que li va permetre ser la primera cronista i primera editora de la cort.
Entre els seus escrits podem destacar el Llibre de la ciutat de les dames (Livre de la Cité des Dames, 1405), d'importància cabdal en la història de les dones: és considerat un tractat del feminisme europeu a l'època, i potser l'obra més representativa del primer període de la querella de les dones.
La ciutat de les dames és una recreació ucrònica i utòpica d'un espai exclusivament de dones, és a dir, d'una ginecotopia. L'obra plantejava una proposta totalment innovadora que no es mesurava amb l'home, el patriarcat es derogava, en no reconèixer-lo com a mesura de les coses, ni com a interlocutor vàlid. L'autora trencava amb tot el que estava establert fins a aquell moment, empoderant-se amb un discurs feminista per enfrontar-se als discursos misògins imperants.
La seva vocació d'escriptora va ser afermant, llegà un ric repertori d'obres. A més, la seva tasca literària no es va reduir només a l'escriptura, sinó que va dirigir la producció de les seves obres, i es va encarregar, així mateix, de copiar-les, la qual cosa també la va convertir en copista.
Les seves poesies més sensibles són les que representen el dolor d'una França víctima de la guerra civil, en què cal destacar el poema elegíac escrit en honor d'Joana d'Arc (encara en vida).
Així i tot, avui dia se la coneix més per l'encarida defensa de les dones, dels seus drets i de la seva naturalesa, que va dur a terme davant la misogínia predominant de l'època.

## Obra
De la seva abundant producció, les obres més rellevants són:
- Epístola al Déu de l'amor/Epistre au Dieu d'Amours (1399), amb la qual va iniciar la seva defensa de les dones per contrarestar les calúmnies que feia Jean de Meung en la seva obra Roman de la Rose.

- Cent balades (1399)
- El debat de dos amants/Le Debat de Deux Amants (1400)
- El llibre del que diu Poissy/Le livre du Dit de Poissy (1400)
- Ensenyaments morals/Enseignemens Moraux (1400), llibre que, emulant a Duoda amb el seu Liber Manualis, Christine va dedicar al seu fill Jean Castel per tal d'ensenyar-li les normes ètiques i morals necessàries per aconseguir una vida pietosa.[4]
- Proverbis morals/Proverbes Moraux (1400)
- Epístola d'Othea/Epitre d'Othea (1400)
- Epístoles del debat sobre Le Roman de la Rose de Jean de Meung/Epistres du Debat su le Roman de la Rose (1401-03), on manté un debat sobre aquest mateix llibre;
- Cent balades d'amant i de la dama/Cent Ballades d'amant et de Dame (1402)
- El que diu la Rosa/Le Dit de la Rose (1402)
- Oració a Nostra Senyora/Oraison à Nostre Dame (1402)
- Llibre del camí del llarg estudi/Livre du Chemin de Long Etude (1403)
- Llibre de la mutació de la Fortuna/Le livre de la Mutacion de Fortune (1403), majorment autobiogràfic
- Le Livre du Chemin de longue étude (1403);
- El que diu la pastora/Dit de la Pastoure (1403)
- El llibre del duc de Vrais o Vertaders amants/Le Livre du Duc de Vrais Amants (1404)
- Le Livre des Faits et Bonne Moeurs du roi Charle V le Sage (1404), l'única persona de lletres del regne a qui se li va encarregar (per part de la reina Elisabet de Baviera) una tasca semioficial i es va convertir així en la primera cronista de la cort
- Llibre de la ciutat de les dames/Le Livre de la Cité des Dames (1405), primer text protofeminista medieval conegut el segle XV[13]
- Llibre de les tres virtuts o el Tresor de la ciutat de les dames/Le Livre des Trois Vertus[14] (1405), en què tracta sobre l'educació de les dones de tota condició[15]
- La visió de Christine/L'Avision Christine (1405), obra autobiogràfica en la qual relata passatges de la seva vida, la va escriure com a contestació als seus enemics
- Cartes a la reina Elisabet de Baviera/Epistre à la reine Isabeau (1405). Cartes a la reina de França
- El llibre de la prudència/Le Livre de la Prod'hommie (1405-1406)
- Llibre dels cossos de la policia/Livre du Corps de Policie (1407)
- Set salms al·legòrics/Sept Psaumes Allegorises (1410)
- Llibre dels tractats d'armes i de cavalleria/Le Livre des Fais d'Armes et de Chevalerie (1410)[4]

- La lamentació sobre el dolor de França/La Lamentation sur les Maux de la France (1412)
- Carta de la presó de la vida humana/L'Épitre de la Prison de Vie Humaine (1414)
- Llibre de la pau/Livre de la Paix (1415)
- Hores de contemplació sobre la passió de Nostre Senyor/Heures de Contemplation sur la Passion de Nostre Seigneur (1420)

- Cançó en honor de Joana d'Arc/La Ditié de Jehanne d'Arc (1429): Pisan va donar fi a la seva producció literària amb un afalac a la tasca d'aquest personatge històric d'Joana d'Arc en la Guerra dels Cent Anys, una de les seves obres més conegudes.[16]